# Emil Horváth
Emil Horváth mladší (* 12. listopadu 1945 Nitra) je slovenský herec, režisér a divadelní pedagog, syn herce Emila Horvátha staršího a manžel herečky Viery Richterové.
V roce 1968 vystudoval herectví na VŠMU v Bratislavě a poté nastoupil do Divadla SNP v Martině. V letech 1976 až 1983 působil na Nové scéně v Bratislavě. Od ledna 1984 je členem činohry Slovenského národního divadla, od května 2011 je i jejím ředitelem.
Věnuje se též divadelní režii.
Hrál též v mnoha filmech a televizních inscenacích (Demeterovci, Ako sa Vinco zaťal, Prokletí domu Hajnů) nebo seriálech (Americká tragédia, 30 případů majora Zemana).
Vyučuje též herectví na VŠMU, v roce 2005 získal titul profesor.

## Filmografie
- 1965: Každý mladý muž (slovenský voják)
- 1968: Niet inej cesty (Janko Štúr)
- 1970: Na kometě (Servadac)
- 1973: Deň slnovratu (Igor)
- 1973: Dny zrady (Bagar)
- 1973: Dolina (Dušan)
- 1974: Sokolovo (svobodník Daniš)
- 1976: Jeden stříbrný (Martin Uher)
- 1976: Americká tragédia
- 1978–1979: 30 případů majora Zemana (poručík Gajdoš)
- 1979: Kamarátky (Baltazár)
- 1980: Odveta (lékař)
- 1980: Rukojmí v Bella Vista (poručík Gajdoš)
- 1984: Sladké starosti (Šimon Šindelka)
- 1987: Južná pošta (Ján Jurkovič)
- 1987: Svět neví nic (Tomáš Jakl)
- 1987: Víkend za milión (prokurátor)
- 1988: Iba deň (švagr)
- 1988: Prokletí domu Hajnů (Petr Švejcar)
- 1996: Jaškov sen (Faktor)
- 2014: České století (Ludvík Svoboda, TV seriál)

## Ocenění
- 1973 – Cena Jána Borodáča za postavu Rjumina ve hře Letní hosté (M. Gorkij)
- 1975 – Cena Jána Borodáča za divadelní postavu Lunche ve hře Kavalíři (G. Farquhar)
- 1975 – Cena Litfondu za divadelní postavu Mikiho ve hře Meridián
- 1976 – Cena za herecký výkon na MFF v Karlových Varech za divadelní postavu Vlada ve hře Keby som mal dievča
- 1987 – Cena Andreje Bagara za rok 1986 za postavu Ing. Zilova v inscenaci hry Lov na kachny (A. Vampilov)
- 1991 – výroční cena za výkon v inscenaci Brouk v hlavě a za režii hry Caligula (A. Camus)
- 1995 – Cena Litfondu za divadelní postavu Uhríka ve hře Dokud kohout nezazpívá
- 2000 – Cena J. Kronera za rok 1999 za postavu Stařečka v inscenaci Židle (E. Ionesco)
- 2001 – výroční cena Literárního fondu za postavu Stařečka v inscenaci Židle (E. Ionesco)
- 2005 – Řád Ľudovíta Štúra II. třídy za významné zásluhy v oblasti rozvoje kultury, udělil slovenský prezident Ivan Gašparovič